# Louis Borgex
Louis Bourgeois dit « Louis Borgex », né le 5 juin 1873 à la Fontaines-Saint-Martin et mort en 1959, est un peintre, caricaturiste et lithographe français.

## Biographie
Louis Bourgeois entre à l’École des beaux-arts de Lyon, et suit les cours de Jean-Louis Loubet et Adolphe Castex-Desgrange. Il monte à Paris, suit les cours de Léon Gérôme et commence à faire carrière sous le nom de « L. Borgex » en tant que dessinateur et « L. Bourgeois-Borgex » en tant que peintre. Sa première exposition est au Salon de Lyon en 1895. Définit comme post-impressionnistes, certains de ses premières toiles et dessins sont cependant marqués par l'art nouveau et ont pour thème la Bretagne, les paysages marins, le monde des pécheurs. Il expose au Salon des artistes français à partir de 1898.
Au début des années 1890, Borgex est proche d'Aristide Bruant et la communauté artistique de Montmartre. Il se lance aussi dans la caricature, collaborant à Rabelais ou L’Éclair et produit des lithographies d'art pour L'Estampe moderne (« Les Sardinières »).

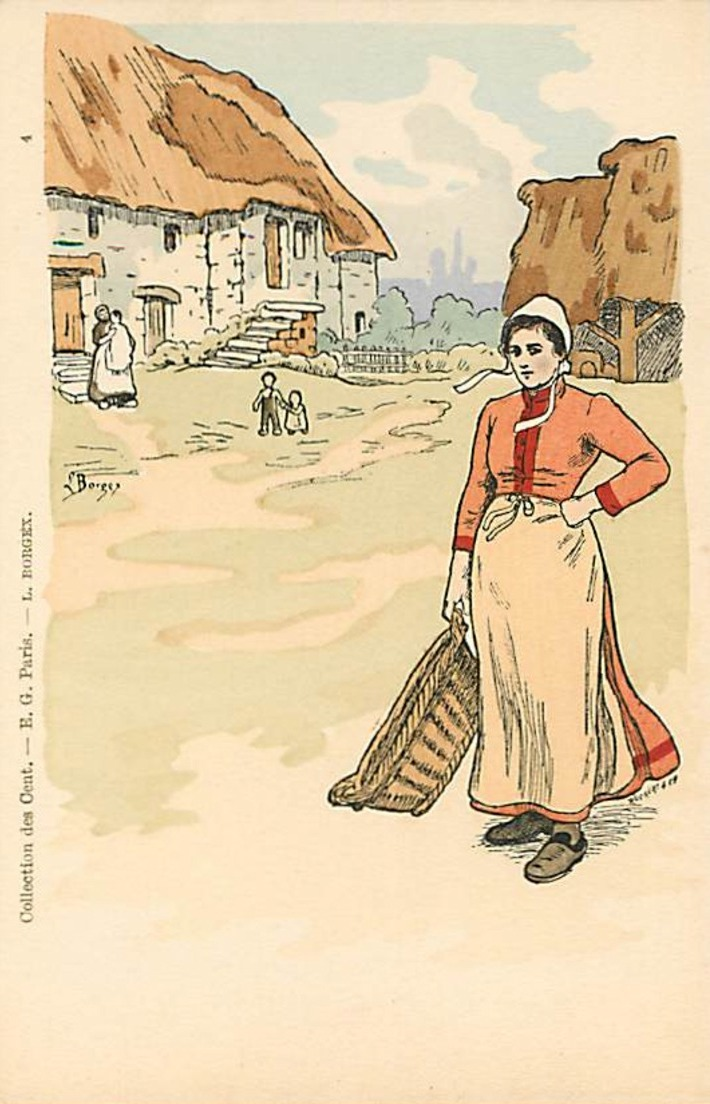
Collection des Cent N° 4, lithographie (entre 1900 et 1905 (Musée des Beaux-Arts de Boston).

Entre 1907 et 1914, Borgex produits de nombreux dessins : les « petits métiers de rue » pour diverses marques de chocolat (Chocolat Louit, Chocolat du planteur) et quelques publicités (Rivoire et Carret, Pâtes Boissonnet) proposent des chromos signés par lui. Il exécute aussi 38 dessins de compositeurs. En 1913, il publie une biographie du musicien Vincent d'Indy. Il collabore également à la Collection des cent.
Après la Première Guerre mondiale, le peintre se fait rare. Il signe quelques écrits critiques et meurt en 1959.

## Recueils de chansons illustrés
- Aristide Bruant, Sur la route : chansons et monologues, dessins de Borgex, château de Courtenay, chez A. Bruant, [1897].
- Aristide Bruant, Dans la rue. Poèmes et chansons choisis avec quelques souvenirs d'Aristide Bruant pour servir de préface, Paris, Eugène Rey, 1924.

## Écrits
- Vincent d'Indy. Sa vie et son œuvre, Paris, A. Durand et fils, 1913.
- « Le Nouvel Hôtel de ville de Stockholm » in Art et Décoration, mars 1924, p. 89-96.
- « Pourquoi j'aime Brighton », Brighton, King Thorne, [1930]
- « La fin d'un siècle » in Les Œuvres Libres no 195, Fayard, septembre 1937.
- [posthume] Louise Labé (1523?-1566) et les poètes lyonnais de son temps, Lyon, Ed. lyonnaises d'art et d'histoire, 1994  (ISBN 978-2841470037).